# Corrente della Florida

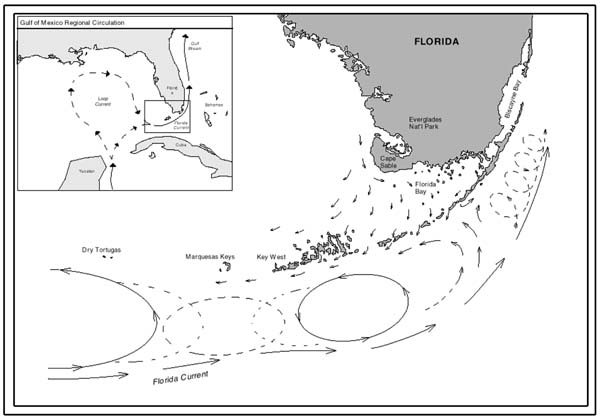

La corrente della Florida è una corrente marina calda dell'Oceano Atlantico settentrionale. Nasce nel golfo del Messico alimentata dalla corrente Loop, attraversa gli stretti della Florida e si unisce alla corrente delle Antille per formare la parte iniziale della corrente del Golfo.